# سیاه توسه
سیاه توسه (نام علمی: Frangula alnus) نام یک گونه از سرده سیاه اربه است. سیاه‌توسه درختچه‌ای است از تیره عناب rhamnaceae و از جنس اَرجَنک یا تَنگَرس rhamnus است. نام علمی کامل گونه rhamnus frangula است. نام محلی این درختچه در لاهیجان سیاه‌توسکاست.
درختچه‌ای است خزان کننده و بومی شمال افریقا، اروپا و غرب آسیا از جمله ایران. این گیاه در جنگلهای گیلان و مازندران به‌ویژه در لاهیجان، نور و کُجور یافت می‌شود. سیاه‌توسه را در برخی مناطق برای زینت در باغها می‌کارند.
  بلندی سیاه‌توسه از ۱ تا حدود ۵.۵ متر و گاهی بیشتر است. پوست ساقه آن صاف و تیره‌رنگ است. برگها به شکل بیضیِ کشیده، منفرد و به‌درازای ۳ تا ۶ سانتی‌متر هستند. روی برگها به‌رنگ سبز تیره و پشت آن‌ها سبز روشن است. گلها کوچک و سفیدرنگ‌اند و در گل‌آذین خوشه جای دارند. هر گل‌آذین ۲ تا ۱۰ گل دارد. گلها از بهار تا تابستان می‌شکفند و زنبورها را جلب می‌کنند. میوه سیاه‌توسه کروی شکل به قطر ۸ میلیمتر و رنگ آن نخست سرخ است و به‌تدریج سیاه می‌شود.
  سیاه‌توسه گیاهی زینتی است، سریع رشد می‌کند و گاهی به شکل پرچین (دیواره گیاهی) به دور کشتزارها کاشته می‌شود.
  در پزشکی سنتی، پوست خشک‌شده ساقه و شاخه‌های گیاه کاربرد دارویی دارد و مُلَیّنِ است. از زغال چوب آن در باروت‌سازی استفاده می‌کنند. 

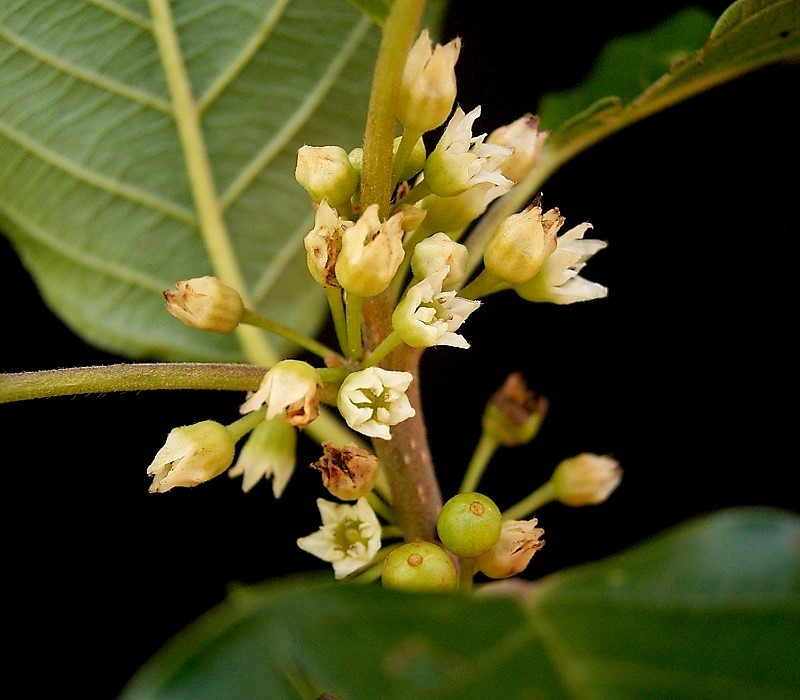
گل‌دهی